# Ivan Balliu i Campeny
Ivan Balliu i Campeny (Caldes de Malavella, 1 de gener de 1992) és un futbolista català que juga al Rayo Vallecano. Es va formar al futbol base del Barça, però ha jugat professionalment a Portugal i França.
Va ser internacional juvenil amb la selecció espanyola, però com a sènior ha decidit jugar per Albània, degut als llaços familiars del seu pare. Va debutar amb la selecció albanesa absoluta el 2017.

## Trajectòria

### Futbol Club Barcelona
Va arribar al Barça el 2005, per jugar en l'Infantil A. La temporada 2010-2011 era el capità del Juvenil A, entrenat per Òscar Garcia, que va guanyar tots els títols que va disputar.
Format a les categories inferiors del Futbol Club Barcelona, Balliu va ser el capità del Juvenil blaugrana que la temporada 2010/11 que va aconseguir el triplet, en conquistar Lliga, Copa de Campions i Copa del Rei. Aquesta mateixa campanya Luis Enrique li va donar l'oportunitat de debutar com a professional jugant diversos partits amb el Barça B a Segona Divisió.
L'estiu de 2011, Pep Guardiola el va convocar per fer la pretemporada amb el primer equip a través d'Europa i Amèrica del Nord, on debutaria en un partit amistós davant l'HNK Hajduk Split de Croacia.
A finals de la temporada 2012/13, disputa la Copa Catalunya i l'entrenador del primer equip Tito Vilanova ho considera per a la final del 29 de maig contra el RCD Espanyol, el club blaugrana aconsegueix el trofeu a través dels penals després de l'empat 1-1.
Després d'haver estat durant tota la seva vida com a blaugrana, el 2013 no se li va renovar el contracte de manera i va haver de plegar. Després d'aquest cop dur, va llançar la línia de roba juvenil Gorgeous Style la qual va ser creada per Sergi Gómez, Marta Soler i el mateix Balliu. La marca tenia la intenció de transmetre els valors d'esportivitat, competitivitat i humilitat que els van ser inculcats a La Masia.

### FC Arouca
L'estiu de 2013 fitxa pel FC Arouca portuguès per dues temporades. debutant a la Primeira Liga l'1 de setembre guanyant a casa contra el Rio Ave FC, jugant els 90 minuts.

### Metz
El 17 de juliol de 2015, Balliu fa fitxar pel FC Metz francès per dos anys. Va marcar el seu primer gol com a professional el 16 d'octubre, ajudant el seu equip a remuntar en un empat a casa contra el Clermont Foot.
Després de contribuir amb 24 partits durant la seva primera temporada al retorn del seu equip a la Ligue 1, Balliu va debutar a la Primera francesa el 13 d'agost de 2016, guanyant a casa per 3-1 contra el Lille OSC.

## Carrera internacional
Balliu és d'ascendència albanesa per part de pare, i podia representar Albània, parlant-ne en una entrevista el 24 d'octubre de 2016. El 22 d'agost de 2017 va obtenir la nacionalitat albanesa, i ja podia ser seleccionat. El nou seleccionador albanès, Christian Panucci el va convocar poc després per als partits de qualificació per al Mundial de 2018 contra Liechtenstein i Macedònia els dies 2 i 5 d setembre. No obstant, la seva estrena va ser el 6 d'octubre de 2017 contra la selecció espanyola.

## Vida privada
El juliol de 2017, Balliu es va casar amb Marta Soler.